# 18681 Кейсіліпп
18681 Кейсіліпп (18681 Caseylipp) — астероїд головного поясу, відкритий 31 березня 1998 року.
Тіссеранів параметр щодо Юпітера — 3,542.